# Seneca (South Carolina)
Seneca ist eine City im Oconee County in South Carolina, Vereinigte Staaten. Das U.S. Census Bureau hat bei der Volkszählung 2020 eine Einwohnerzahl von 8.850 ermittelt. Seneca ist die wichtigste Stadt der nach ihr benannten Micropolitan Statistical Area (µSA) mit 74.253 Einwohnern, zu der das ganze Oconee County gehört und die zur größeren Greenville-Spartanburg-Anderson, South Carolina Combined Statistical Area (1.266.995 Einwohner) gehört.
Der demokratische Kandidat für das Amt des Vize-Präsidenten 2004, der ehemalige US-Senator aus North Carolina, John Edwards, wurde in der Stadt geboren. Diese hat ihren Namen nach Isunigu, der nahegelegenen Stadt der Cherokee, die den Engländern als „Seneca Town“ bekannt war.

## Geographie
Senecas geographische Koordinaten sind 34° 41′ N, 82° 57′ W (34,684145, −82,955778).
Nach den Angaben des United States Census Bureaus hat die City of Seneca eine Gesamtfläche von 18,4 km², die überwiegend auf Land entfallen. Nur 0,04 square miles (0,10 km² = 0,56 %) sind Gewässer.

## Geschichte
Seneca wurde als Seneca City gegründet und benannt nach einem in der Nähe liegenden Indianerdorf und dem Seneca River. Die Stadt liegt an der Kreuzung der Blue Ridge Railroad und der neugebauten Atlanta and Charlotte Air Line Railroad. Beide Strecken gehören nun zur Norfolk Southern Railway. A. W. Thompson und J. J. Norton, die die Trasse für die Air Line Railroad planten, erwarben das Land von Col. Brown aus Anderson, South Carolina. Ein Stab, der die Stadtmitte markiert, wurde in den Bahnübergang der Townville Street geschlagen. Das Land wurde in Parzellen aufgeteilt, jeweils bis zu einer halben Meile entfernt von der Markierung. Am 14. August 1873 wurden diese versteigert. Am 14. August 1874 erhielt die Stadt von der Legislative South Carolinas ihre Gründungsakte. 1908 wurde der Name auf Seneca verkürzt.

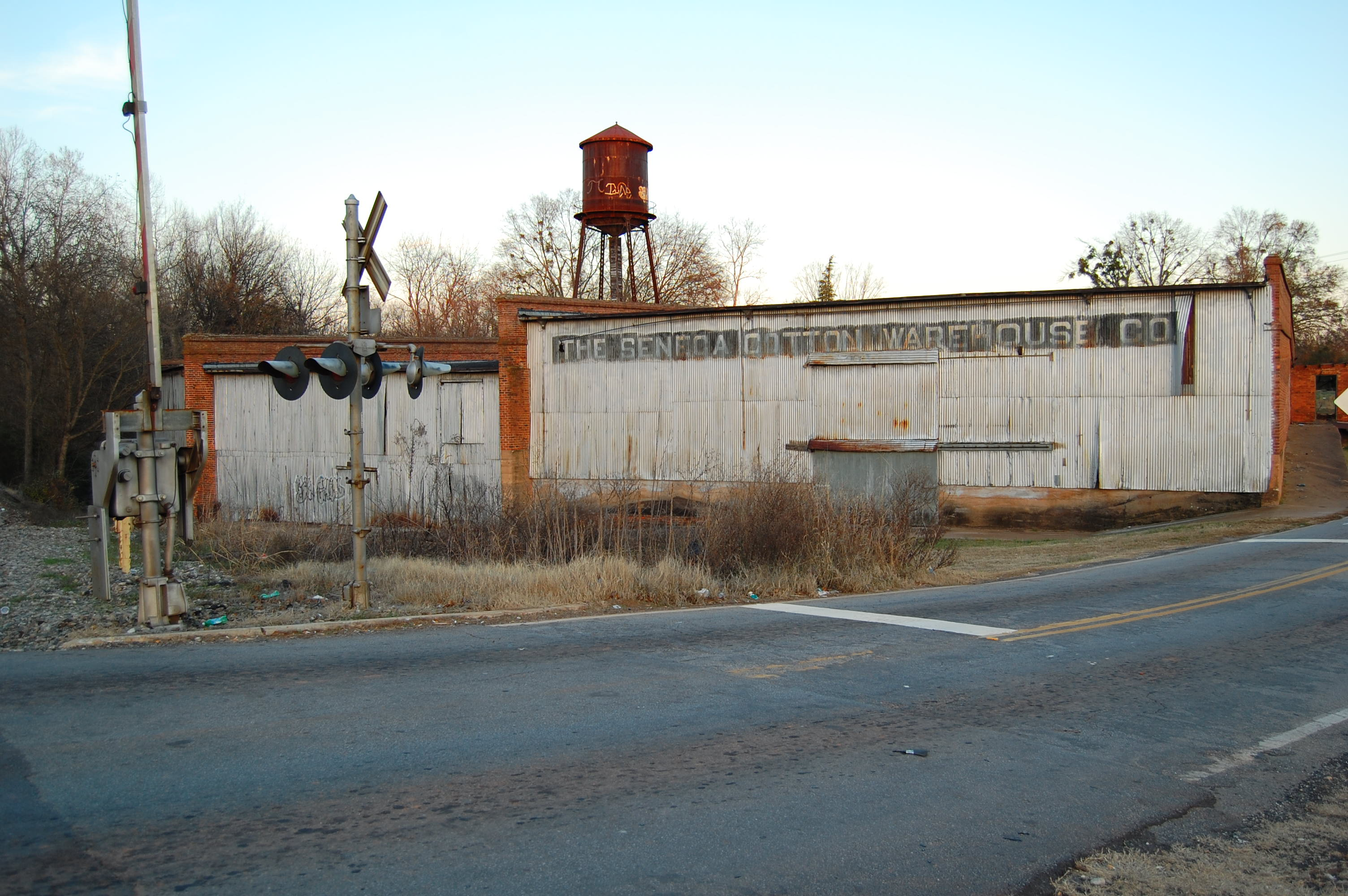
Old Cotton Warehouse. Der rechte Teil des Lagerhauses brannte im April 2008 nieder und wurde dann abgerissen.

Seneca entwickelte sich als Handels- und Umschlagsplatz für Baumwolle. Während der Ernte stauten sich die Karren, die Baumwollballen brachten, mehrere Straßenblöcke entlang der Bahnstrecke. Ein Empfangsgebäude, mehrere Hotels und ein Park entstanden an den Gleisen. Zu Ehren seiner Gründer erhielt der Park inzwischen den Namen Norton-Thompson Park.
Die erste Schule wurde 1874 gebaut. Das Seneca Institute – Seneca Junior College war eine Schule für Schwarze und bestand von 1899 bis 1939.
Mit dem Bau einer Weberei und einer Werkssiedlung durch die Courtenay Manufacturing Company in Newry am Little River im Jahr 1893 kam die Textilindustrie in die Gegend. W.L. Jordon erbaute östlich von Seneca eine weitere Textilfabrik mit Werkssiedlung; diese trug, weil die Eigentümerschaft wechselte, im Laufe der Zeit die Namen Jordania, Londsdale und schließlich Utica. Die J. P. Stevens Plant – später Westpoint Stevens Plant – war eine Textilfabrik, die am Lake Hartwell gebaut wurde. Weitere Unternehmen ließen sich in der Gegend nieder. Die Textilindustrie prägte so die Wirtschaft in Seneca in der ersten Hälfte des 20. Jahrhunderts. Inzwischen sind fast alle diese Textilbetriebe geschlossen worden.
Mit dem Bau von Lake Hartwell im Jahr 1963, Lake Keowee im Jahr 1971 und Lake Jocassee im Jahr 1974 veränderte sich Seneca und die Umgebung wesentlich. Am Lake Keowee wurde die Oconee Nuclear Station errichtet.

## National Register of Historic Places
In und um Seneca gibt es eine Reihe von historischen Gebäuden und Distrikten, die in das National Register of Historic Places aufgenommen wurden:
Der Seneca Historic District wurde 1974 in das NRHP eingetragen und befindet sich südlich der Bahngleise. Er umfasst eine Reihe von Wohnhäusern und drei Kirchen, die zwischen dem Ende des 19. Jahrhunderts und dem Anfang des 20. Jahrhunderts entstanden. Die Häuser sind in den damals populären Architekturstilen gebaut. Der historische Distrikt schließt auch eine Blockhütte aus der Mitte des 19. Jahrhunderts ein, die aus Long Creek hergebracht wurde.
Der Ram Cat Alley Historic District wurde 2000 ins NHRP aufgenommen und umfasst 21 kommerziell genutzte Gebäude, die zwischen den 1880er und 1930er Jahren errichtet wurden. Den Namen erhielt die Straße einst von den Katzen, die sich um einen Fleischmarkt herumtrieben. Viele dieser Gebäude wurden erneuert und einer neuen Nutzung zugeführt, darunter als Restaurants, Geschäfte oder Büros.
Außerdem sind eigenständig in das National Register of Historic Places eingetragen: Alexander-Hill House, Faith Cabin Library, McPhail Angus Farm und die Old Pickens Presbyterian Church.

## Demographie
Zum Zeitpunkt des United States Census 2000 bewohnten Seneca 7652 Personen. Die Bevölkerungsdichte betrug 418,5 Personen pro km². Es gab 3677 Wohneinheiten, durchschnittlich 201,1 pro km². Die Bevölkerung Senecas bestand zu 63,32 % aus Weißen, 33,77 % Schwarzen oder African American, 0,31 % Native American, 0,63 % Asiaten, 0,01 % Pacific Islander, 0,65 % gaben an, anderen Rassen anzugehören und 1,31 % nannten zwei oder mehr Rassen. 1,53 % der Bevölkerung erklärten, Hispanos oder Latinos jeglicher Rasse zu sein.
Die Bewohner Senecas verteilten sich auf 3286 Haushalte, von denen in 27,4 % Kinder unter 18 Jahren lebten. 42,2 % der Haushalte stellten Verheiratete, 17,5 % hatten einen weiblichen Haushaltsvorstand ohne Ehemann und 36,2 % bildeten keine Familien. 32,3 % der Haushalte bestanden aus Einzelpersonen und in 13,2 % aller Haushalte lebte jemand im Alter von 65 Jahren oder mehr alleine. Die durchschnittliche Haushaltsgröße betrug 2,32 und die durchschnittliche Familiengröße 2,93 Personen.
Die Bevölkerung verteilte sich auf 24,4 % Minderjährige, 9,5 % 18–24-Jährige, 25,3 % 25–44-Jährige, 24,7 % 45–64-Jährige und 16,0 % im Alter von 65 Jahren oder mehr. Der Median des Alters betrug 38 Jahre. Auf jeweils 100 Frauen entfielen 87,5 Männer. Bei den über 18-Jährigen entfielen auf 100 Frauen 83,0 Männer.
Das mittlere Haushaltseinkommen in Seneca betrug 32.643 US-Dollar und das mittlere Familieneinkommen erreichte die Höhe von 44.487 US-Dollar. Das Durchschnittseinkommen der Männer betrug 31.381 US-Dollar, gegenüber 21.472 US-Dollar bei den Frauen. Das Pro-Kopf-Einkommen belief sich auf 18.498 US-Dollar. 15,6 % der Bevölkerung und 13,0 % der Familien hatten ein Einkommen unterhalb der Armutsgrenze, davon waren 23,0 % der Minderjährigen und 16,4 % der Altersgruppe 65 Jahre und mehr betroffen.

## Verwaltung
- Seneca City Hall, das Rathaus der Stadt befindet sich an der North First Street im Zentrum des historischen Zentrums von Seneca. In dem Gebäudekomplex ist neben den Büros des Bürgermeisters und des Stadtdirektors auch das Seneca Police Dept und die Büros von Seneca Light and Water untergebracht.
- Das Seneca Fire Department hat seine Feuerwache an der West South Fourth Street in einem Neubau gegenüber dem Shaver Civic Center und den städtischen Sportanlagen. Die City of Seneca ist auch Eigentümer und Betreiber eines öffentlichen Schwimmbads an der North Fairplay Street.

## Persönlichkeiten
- Willie Aikens, Major League Baseball
- Bennie Cunningham, National Football League
- Needtobreathe, Christian Rockband
- John Edwards (* 1953), Politiker
- Clarence Kay, National Football League
- Marshall Parker, Politiker
- Lindsey Graham (* 1955), US-Senator für South Carolina[15]

## Belege
1. ↑  seneca.sc.us. (abgerufen am 16. März 2024).
2. ↑  Explore Census Data Seneca city, South Carolina. Abgerufen am 20. Dezember 2022.
3. ↑  US Gazetteer files: 2010, 2000, and 1990. United States Census Bureau, 12. Februar 2011, abgerufen am 23. April 2011.
4. ↑  Louise Matheson Bell: Seneca: Visions of Yesterday. 2003, ISBN 0-9763843-0-2.
5. ↑  Walter Edgar (Hrsg.): The South Carolina encyclopedia, 2006, ISBN 1-57003-598-9, S. 859.
6. ↑  Pictures of the Seneca Historic District
7. ↑  Seneca Historic District nomination form I
8. ↑  Seneca Historic District nomination form II
9. ↑  Map of Seneca Historic District
10. ↑  Pictures of the Ram Cat Alley Historic District
11. ↑  Ram Cat Alley Historic District nomination form
12. ↑  Map of the Ram Cat Alley Historic District
13. ↑  National Register Information System. In: National Register of Historic Places. National Park Service, abgerufen am 9. Juli 2010 (englisch).
14. ↑  Annual Estimates of the Resident Population for Incorporated Places: April 1, 2010 to July 1, 2015. Abgerufen am 29. September 2016 (englisch).
15. ↑  United States Senator Lindsey Graham, South Carolina. Biography. Lgraham.senate.gov, abgerufen am 8. Mai 2016.